# Zausodes arenicolus
Zausodes arenicolus är en kräftdjursart som beskrevs av C. B. Wilson 1932. Zausodes arenicolus ingår i släktet Zausodes och familjen Harpacticidae. Inga underarter finns listade i Catalogue of Life.